# Munsterbräu
Munsterbräu est une marque française de bière blonde, fabriquée par la brasserie de Saint-Omer, située à Saint-Omer (Pas-de-Calais), appartenant au groupe Heineken depuis 1996, la brasserie est de nouveau indépendante depuis 2008[pas clair]. Elle titre 4,2°.